# Yarisley Silva
Yarisley Silva Rodríguez, kubanska atletinja, * 1. junij 1987, San Luis, Kuba.
Nastopila je na poletnih olimpijskih igrah v letih 2008, 2012 in 2016, leta 2012 je osvojila naslov olimpijske podprvakinje v skoku ob palici. Na svetovnih prvenstvih je osvojila naslov prvakinje leta 2015 in dve bronasti medalji, na svetovnih dvoranskih prvenstvih naslov prvakinje leta 2014, na panameriških igrah pa dve zlati in bronasto medaljo.